# Дегтярёв, Пётр Алексеевич
Пётр Алексеевич Дегтярёв (18 октября 1903, город Тула, Российская империя — 14 сентября 1985, Москва, СССР) — советский военачальник, генерал-лейтенант артиллерии (28.09.1943). Один из организаторов гвардейских миномётных частей и Ракетных войск стратегического назначения.

## Биография

### Начальная биография
Родился 18 октября 1903 года в городе Туле, в рабочей семье.
В 1924 году вступил ВКП(б).

### Военная служба
В июне 1933 года Пётр Алексеевич Дегтярёв был призван в ряды Рабоче-крестьянской Красной армии по партийной мобилизации.
В 1933 году он окончил курсы военкомов частей при Военно-политической Академии имени В. И. Ленина.
С августа 1933 года служил военным комиссаром батальона, полка, артиллерийского отдела ОКДВА — Особой Краснознамённой Дальневосточной армии, управления артиллерийского снабжения Дальневосточного фронта, участник боёв с войсками Японской императорской армии на озере Хасан.
В 1941 году он окончил один курс Артиллерийской Академии имени Ф. Э. Дзержинского.

### Великая Отечественная война
С июля 1941 года он являлся Военным комиссаром артиллерийского комитета Главного Артиллерийского управления.
С 8.09.1941 года служил в должности члена Военного совета при Командующем Гвардейскими миномётными частями (ГМЧ).
Указом Президиума Верховного совета СССР от 24 марта 1942 года «За образцовое выполнение боевых заданий на фронте борьбы с немецко-фашистскими захватчиками, проявленные при этом доблесть, мужество и выдающиеся заслуги в деле боевой подготовки частей» член Военного Совета Гвардейскими миномётными частями Ставки Верховного Главнокомандования, дивизионный комиссар Дегтярёв Пётр Алексеевич был награждён орденом Ленина.
С 29.04.1943 года назначен Заместителем Народного комиссара обороны СССР по химической обороне и гвардейским миномётным частям — Командующим Гвардейскими миномётными частями Ставки Верховного Главнокомандования (ГМЧ СВГК КА). Со 2.08.1944 года, ввиду общей реорганизации ГМЧ КА, должность командующего ГМЧ КА сокращена, а генерал-лейтенант артиллерии Дегтярёв назначен зам. командующего артиллерии по ГМЧ КА.
28 сентября 1943 года, Постановлением Совета Народных комиссаров СССР № 1067, Дегтярёву было присвоено воинское звание генерал-лейтенант артиллерии, причем его фамилия была вписана собственноручно И. В. Сталиным.
В годы Великой Отечественной войны П. А. Дегтярёв внёс большой вклад в оснащение Гвардейских миномётных частей реактивными установками залпового огня.

### Послевоенная карьера
С января 1947 года П. А. Дегтярёв являлся слушателем Основного факультета Высшей военной имени К. Е. Ворошилова которую он окончил в 1948 году с золотой медалью.
После окончания Академии он служил в должности заместителя Командира 9-го артиллерийского корпуса Резерва Верховного Главнокомандования.
С мая 1950 года являлся Начальником Управления кадров, а с апреля 1953 года — Начальником управления Главного управления кадров артиллерии Советской Армии.
С 28 июня 1955 года по 11 февраля 1960 года он являлся помощником заместителя Министра обороны СССР по специальному вооружению и реактивной технике, боевой подготовке реактивных частей.
В соответствии с Директивой Генерального штаба № 448751 от 28 апреля 1955 года в период с 28 сентября по 9 октября 1955 года на территории Государственного Центрального полигона «Капустин яр» Штабом реактивных частей под руководством генерал-лейтенанта Дегтярёва было проведено опытное учение инженерной (ракетной) бригады Резерва Верховного Главнокомандования на тему: «Действия инженерной бригады РВГК в наступательной операции в условиях применения атомного и химического оружия».
Приказом Министра обороны СССР № 00164 помощник заместителя Министра обороны СССР по специальному вооружению и реактивной технике генерал-лейтенант Дегтярёв как Представитель Начальника Реактивного вооружения вошёл в состав внештатного Научно-технического совета при заместителе Министра обороны по специальному вооружению и реактивной технике.
Дегтярёв был Председателем Государственной комиссии по испытаниям ракетного комплекса Р-5М, разработанного в ОКБ-1 под руководством Сергея Павловича Королёва и предназначенного для доставки ядерного боевого заряда и принятого на вооружение 21 июня 1956 года.
30 декабря 1957 года Дегтярёв вместе с другими высокопоставленными руководителями работ по испытаниям реактивной (ракетной) техники стал автором Докладной записки на имя Первого Секретаря ЦК КПСС, Председателя Совета Министров СССР Н. С. Хрущёва о выделении баллистических ракет в отдельный род войск, став таким образом одним из организаторов нового вида Вооружённых сил СССР, до сих пор выполняющего важные Государственные и стратегические задачи.
С февраля 1960 года Дегтярёв являлся Начальником Управления военно-учебных заведений Ракетных войск стратегического назначения.
С июля 1961 года служил в должности Помощника Главнокомандующего РВСН по ВУзам — Начальника ВУЗов РВСН.
В марте 1963 года генерал-лейтенант артиллерии Дегтярёв был уволен из Вооружённых сил СССР.
Указом Президиума Верховного совета СССР № 1739-VI от 1 октября 1963 года «За образцовое выполнение специального задания Правительства СССР (операция „Анадырь“)» генерал-лейтенант артиллерии в отставке Дегтярёв Петр Алексеевич был награждён орденом Красной Звезды.
Скончался 14 сентября 1985 года. Похоронен в Москве, на Кунцевском кладбище (уч. № 9).
Уже после смерти Петра Алексеевича, в 1991 году в Воениздате вышла его книга «Катюши» на поле боя". Соавтором этой книги был П. П. Ионов.

## Присвоение воинских званий
- 24 июня 1938 года — батальонный комиссар
- 2 июня 1940 года — полковой комиссар
- 1 декабря 1941 года — бригадный комиссар
- 24 марта 1942 года — дивизионный комиссар
- 25 июля 1942 года — генерал-майор артиллерии
- 28 сентября 1943 года — генерал-лейтенант артиллерии

## Награды
СССР
- орден Ленина (24.03.1942)
- два ордена Красного Знамени (17.11.1945, 1953)
- Орден Кутузова I степени (22.08.1944)
- Орден Кутузова II степени (22.02.1944)
- два ордена Отечественной войны I степени (18.11.1944, 6.04.1985)
- два ордена Красной Звезды (1948, 01.10.1963)
- Медали, в том числе:
  - «За боевые заслуги»
  - «За оборону Ленинграда»
  - «За оборону Москвы»
  - «За оборону Сталинграда»
  - «За оборону Кавказа»
  - «За победу над Германией в Великой Отечественной войне 1941—1945 гг.»
  - «За победу над Японией»
  - «Ветеран Вооружённых Сил СССР»
  - «За освоение целинных земель»